# Mantelvråk
Mantelvråk (Pseudastur polionotus) är en fågel i familjen hökar inom ordningen hökfåglar.

## Utseende
Mantelvråken är en rätt stor vråk med kort stjärt och mycket breda vingar. Huvudet är vitt, liksom buken och stjärten, medan ryggen är svart med vita tvärband. Arten liknar vithuvad vråk, men är större, med blått längst in på näbben och helvitt på stjärten. Ungfågeln är ljusare ovan med några få mörka fläckar på huvudet.

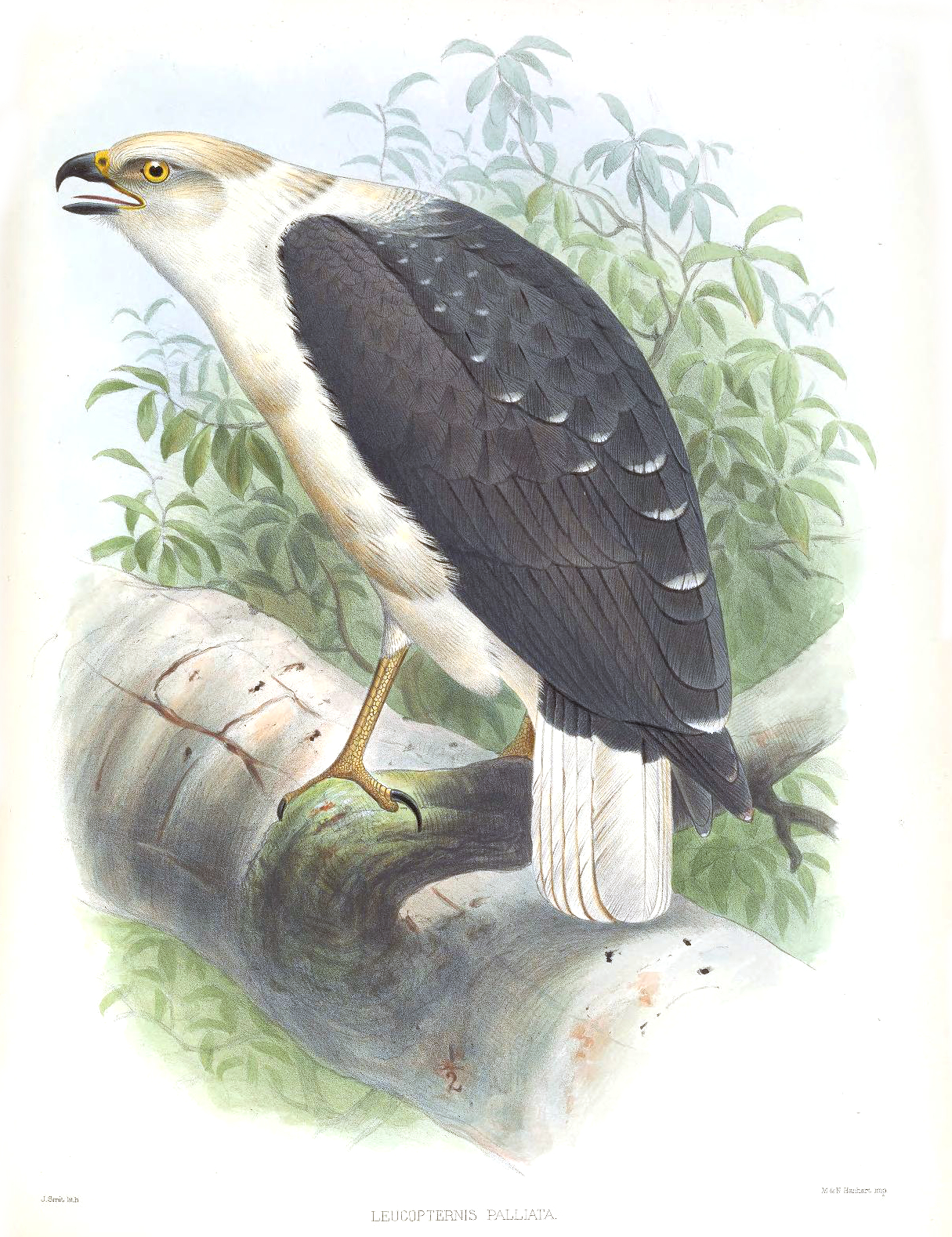

## Utbredning och systematik
Fågelns utbredningsområde är i tropiska och subtropiska skogar i östra Brasilien till norra Uruguay och i östra Paraguay. Den behandlas som monotypisk, det vill säga att den inte delas in i några underarter.

### Släktestillhörighet
Arten placerades tidigare i släktet Leucopternis, men genetiska studier visar att den tillsammans med gråryggig vråk och vitvråk bör placeras i Pseudastur.

## Levnadssätt
Mantelvråken hittas i ordentligt beskogade områden. Där ses den ofta kretsa över trädtaket eller sitta synligt på en exponerad sittplats.

## Status
Mantelvråken har en liten världspopulation, uppskattad till mellan 2 500 och 10 000 vuxna individer. Den tros också minska i antal till följd av habitatförlust och fragmentering. Internationella naturvårdsunionen IUCN kategoriserar arten som nära hotad.